# Tipula (Schummelia) ishidana
Tipula (Schummelia) ishidana is een tweevleugelige uit de familie langpootmuggen (Tipulidae). De soort komt voor in het Oriëntaals gebied.